# Невский сельсовет (Новосибирская область)
Невский сельсовет — сельское поселение в Убинском районе Новосибирской области Российской Федерации.
Административный центр — село Александро-Невское.

## История
Статус и границы сельского поселения установлены Законом Новосибирской области от 2 июня 2004 года № 200-ОЗ «О статусе и границах муниципальных образований Новосибирской области»

## Население
| 2002 | 2010 | 2012 | 2013 | 2014 | 2015 | 2016 |
| ---- | ---- | ---- | ---- | ---- | ---- | ---- |
| 926  | ↘732 | ↘701 | ↘693 | ↘666 | ↘660 | ↘649 |
| 2017 | 2018 | 2019 | 2020 | 2021 |      |      |
| ↘636 | ↘613 | →613 | ↘601 | ↘581 |      |      |

## Состав сельского поселения
| № | Населённый пункт   | Тип населённого пункта       | Население |
| - | ------------------ | ---------------------------- | --------- |
| 1 | Александро-Невское | село, административный центр | ↘429      |
| 2 | Белоозёрный        | посёлок                      | ↘109      |
| 3 | Николаевка 2-я     | посёлок                      | ↘141      |
| 4 | Новый Карапуз      | посёлок                      | ↘53       |